# Яворово (Кырджалийская область)
Яворово (болг. Яворово) — село в Болгарии. Находится в Кырджалийской области, входит в общину Черноочене. Население составляет 165 человек.

## Политическая ситуация
В местном кметстве Яворово, в состав которого входит Яворово, должность кмета (старосты) исполняет Айнур Муса Осман (Движение за права и свободы (ДПС)) по результатам выборов правления кметства.
Кмет (мэр) общины Черноочене — Айдын Ариф Осман (Движение за права и свободы (ДПС)) по результатам выборов в правление общины.